# クリゾチニブ
クリゾチニブ (英語: Crizotinib) は、ALK（未分化リンパ腫キナーゼ）およびROS1阻害薬であり、ALK融合遺伝子陽性の切除不能な進行・再発の非小細胞肺癌（non-small cell lung cancer、略称:NSCLC）の治療に用いられる。商品名はザーコリ。また、米国ではROS1陽性転移性NSCLC治療薬としても承認されている。未分化大細胞型リンパ腫、神経芽細胞腫、その他固形進行癌の治療での安全性および有効性について臨床試験が実施されている。開発コードPF-02341066。

## 適応症
- ALK融合遺伝子陽性の切除不能な進行・再発の非小細胞肺癌
- ROS1融合遺伝子陽性の切除不能な進行・再発の非小細胞肺癌

## 警告欄
クリゾチニブにより間質性肺疾患、劇症肝炎、肝不全が発現し、死亡した例が報告されている。

## 副作用
臨床試験では94.8%の患者に副作用が発生した。
添付文書に記載されている重大な副作用は、間質性肺疾患（1.7%）、劇症肝炎、肝不全（0.1%）、肝機能障害（29.1%）、QT間隔延長（2.7%）、徐脈（6.4%）、好中球減少症（16.5%）、白血球減少症（8.2%）、リンパ球減少症（2.1%）、血小板減少症（1.1%）、心不全（0.1%）である。
20%以上に視覚障害（視力障害、光視症、霧視、硝子体浮遊物、複視、羞明、視野欠損、視力低下等）、悪心、下痢、嘔吐、便秘、浮腫（末梢性浮腫、顔面浮腫、眼窩周囲浮腫等）、疲労が発現する。

## 作用機序

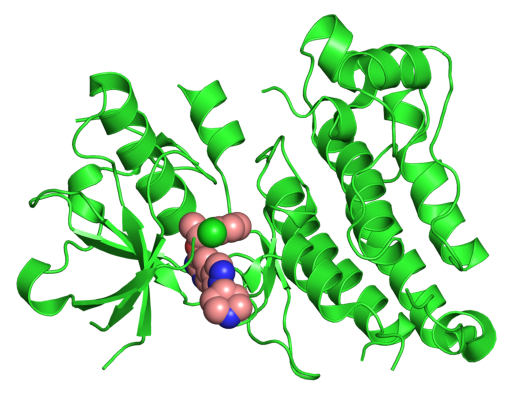
ヒトALKとクリゾチニブの複合体。

非小細胞肺癌患者の6.7%で遺伝子が組み換わってEML4とALKが融合し、キナーゼ活性を有する異常タンパク質が生成して発癌性と悪性の表現型を示すと思われることが日本から報告された。この融合遺伝子が陽性の患者は主に、若年者、非喫煙者、かつEGFR遺伝子・K-Ras遺伝子変異陰性である。ALK陽性の非小細胞がん患者は全世界で年間4万5千人程度であると推定される。ALK 変異はまた、神経芽細胞腫の約15%にも発生して悪性化に寄与していると思われるが小児の末梢神経系腫瘍では稀である。
クリゾチニブはアミノピリジン骨格を持ち、標的となるEML4–ALK融合キナーゼのATP結合部位に競合的に結合して阻害効果を発揮する。また、様々な悪性腫瘍で発現する癌遺伝子であるc-Met/肝細胞増殖因子受容体（HGFR）チロシンキナーゼを阻害する。クリゾチニブは、現在、腫瘍細胞の増殖、遊走、浸潤の調節を介してその効果を発揮すると考えられている。他にも、クリゾチニブが悪性腫瘍内の血管新生を阻害しているとする研究もある。

## 耐性
EML4-ALK融合型チロシンキナーゼ阻害剤の投与を継続すると、遺伝子に2か所の付加変異が生じ、最終的に大多数の症例が薬剤耐性となる。

## 臨床試験
クリゾチニブは82名のALK 融合遺伝子陽性の患者の内90%で腫瘍の縮小または増大阻止効果を示した。また、治療した患者の57%で30%以上の縮小効果を示した。そのほとんどが腺癌で、非喫煙者または現禁煙者であった。患者はクリゾチニブ以前に平均3剤を投与されていたが、標準治療が奏効した患者は10%に過ぎなかった。クリゾチニブ250mg×2回/日を6か月間（投与期間中央値）投与したところ、およそ50%の患者で嘔気、嘔吐、下痢等、少なくとも1つの副作用が発現した。副作用は長いもので15か月間継続した。
第III相臨床試験（PROFILE 1007）では、ALK陽性非小細胞肺癌患者でクリゾチニブと標準二次化学治療（ペメトレキセドまたはドセタキセル）が比較された。加えて、第II相臨床試験（PROFILE 1005）では、過去に1つ以上の化学療法を受けた事のある患者に対してPROFILE 1007と同様の比較がなされた。
2011年8月、米国FDAはクリゾチニブを終末期（局所進行または転移性の）ALK変異陽性非小細胞肺癌に対して使用することを承認した。承認条件として、EML4-ALKの検出テストを事前に実施して結果が陽性であることを確認するよう定められた。
2012年3月、日本で「ALK 融合遺伝子陽性の切除不能な進行・再発の非小細胞肺癌」についての承認を取得した。
2012年10月、欧州で「成人を対象とした既治療の未分化リンパ腫キナーゼ（ALK）陽性進行NSCLC」について承認を取得した。
2016年3月、米国でROS1陽性転移性NSCLCへ適応が拡大された。
クリゾチニブは肺癌のほか、進行性播種性の未分化大細胞型リンパ腫や神経芽細胞腫に対しても臨床試験が実施されている。